# Reiseenduro

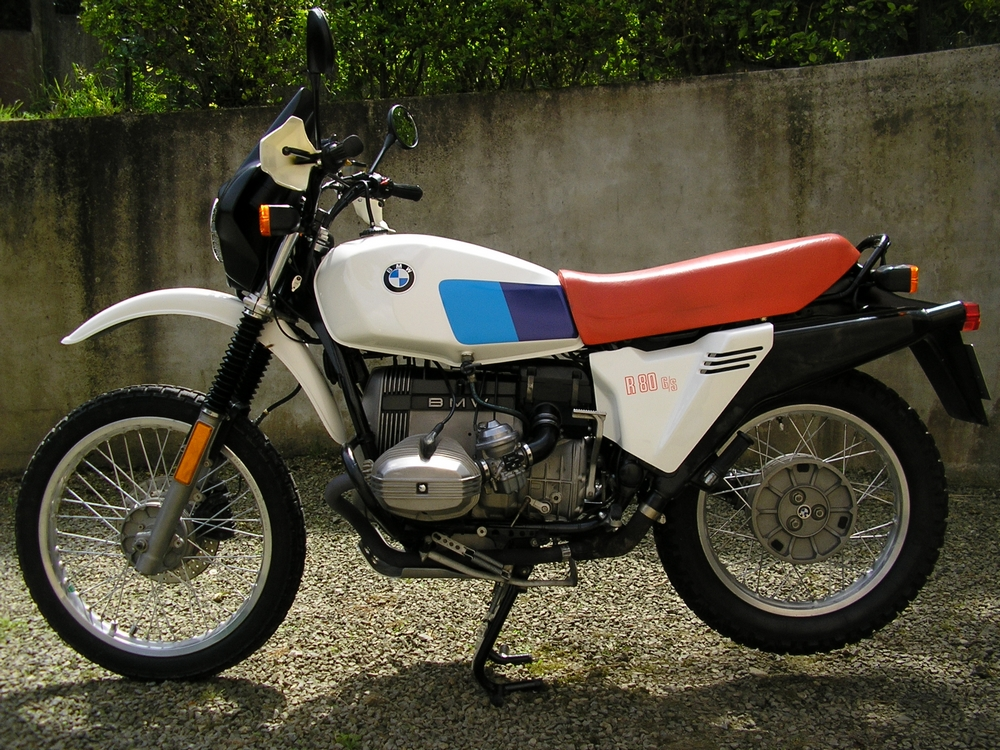
BMW R 80 G/S
Erste fernreisetaugliche Enduro der 1980er

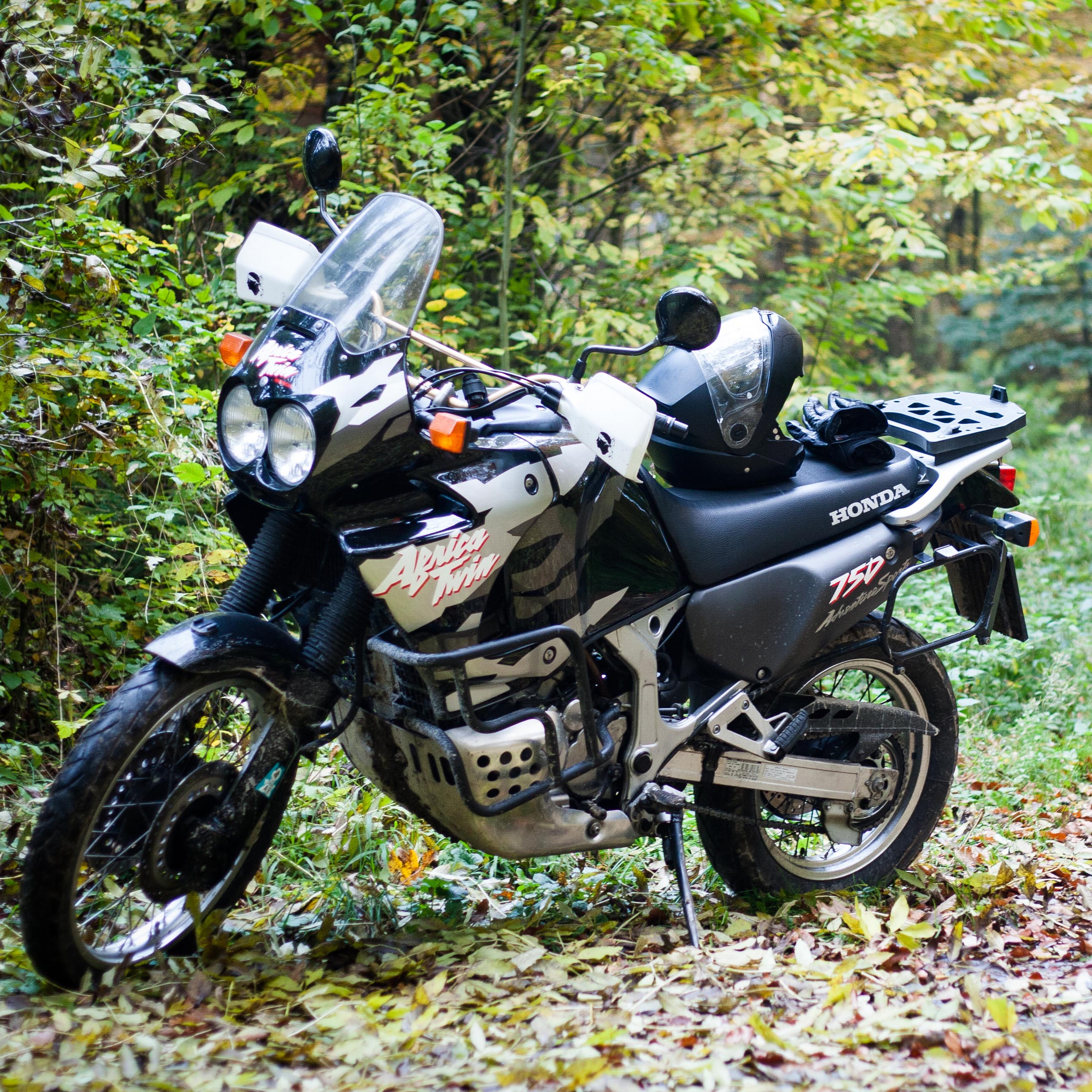
Honda XRV 750 Africa Twin
Marktprägende Reiseenduro der 1990er

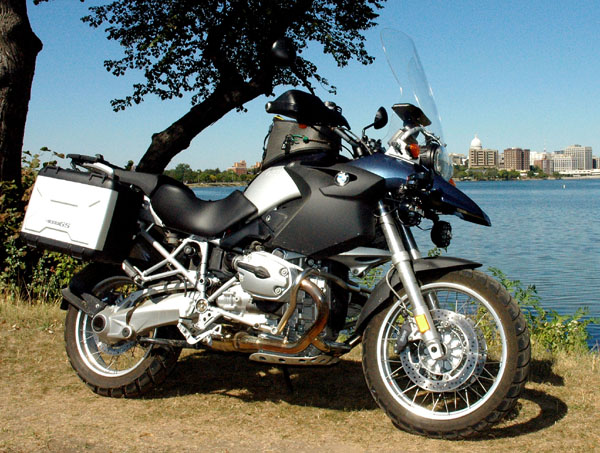
BMW R 1200 GS
Schwere Reiseenduro der 2000er-Jahre

Eine Reiseenduro (oder Reise-Enduro) ist ein straßenzugelassenes Motorrad, das für längere Fahrten auf asphaltierten Strecken und im leichten Gelände konzipiert ist. Im Vergleich zu Enduros bieten Reiseenduros eine bessere Reisetauglichkeit im Hinblick auf Reichweite, Fahrkomfort und Zuladung bei gleichzeitigen Einbußen in der Geländetauglichkeit.

## Klassifikation
Reiseenduros vereinen die Fahrwerksgeometrie von Enduros mit den drehmomentstarken Motoren und der Ausstattung von Tourern. Ein Windschild reduziert den Winddruck auf den Fahrer und schützt vor Regen. Ein Kraftstofftank mit mehr als 20 Liter Fassungsvermögen ermöglicht Reichweiten von über 300 km. Eine tourentaugliche, breite und weiche Sitzbank steigert den Sitzkomfort bei ausdauernder Fahrt. Sitzhöhen von über 80 cm ermöglichen einen entspannten Kniewinkel und ein aufrechtes Sitzen. Vorrichtungen für Gepäckträgersysteme für Seitenkoffer und Topcase vereinfachen die Beladung und vergrößern das Stauvolumen. Eine längere Übersetzung in den hohen Gängen senkt den Kraftstoffverbrauch auf langen Autobahnfahrten. Ein straßentaugliches Reifenprofil verbessert die Straßenlage bei hohen Geschwindigkeiten. Niedrige Kotflügel reduzieren die Beeinträchtigung durch Spritzwasser. Ein Motorschutz und Sturzbügel schützen Antrieb und Verkleidungsteile. Fahrerassistenzsysteme wie Antiblockiersystem und Traktionskontrolle unterstützen die Bremsanlage. Darüber hinaus werden Reiseenduros im Gegensatz zu Tourern meist mit Kreuzspeichenrädern ausgeliefert, die sich bei Beschädigungen auch abseits der Zivilisation einfacher als Gussräder reparieren lassen.
Statt auf Höchstleistung sind die Motoren auf Durchzug und Elastizität ausgelegt. Nennleistungen von 55 kW (75 PS) bis 110 kW (150 PS) bei einem Hubraum zwischen 800 und 1200 cm³ sind marktüblich. Wegen der profilarmen Bereifung, einem breit dimensionierten Kraftstofftank und Antrieb sowie einem hohen Leergewicht von meist deutlich über 200 kg sind die Offroad-Eigenschaften von Reiseenduros zum Teil erheblich eingeschränkt. Laut Peter Mayer bringen Reiseenduros „die Kernkriterien für lustvolles Motorradfahren (druckvoller und kultivierter Motor, handliches und gut gefedertes Fahrwerk) mit den widerstrebenden Sachzwängen (Windschutz, Reichweite oder Gepäckunterbringung)“ von allen Motorrad-Segmenten am besten in Einklang.
Zur Klassifikation ihrer Reiseenduros verwenden Zweiradhersteller synonyme Marketingbezeichnung wie „Adventure“ (Triumph, Honda, BMW), „Sport-Enduro-Tourer“ (Suzuki), „Travel“ (KTM) oder schlicht „Enduro“ (Yamaha). In Fachzeitschriften wird auch der Begriff „Großenduro“ verwendet.

## Marktübersicht
| Bild | Hersteller    | Modell                 | Motor                   | Hubraum  | Leistung        | Antrieb       | Leergewicht     | Verkaufsstart |
| ---- | ------------- | ---------------------- | ----------------------- | -------- | --------------- | ------------- | --------------- | ------------- |
|      | BMW           | G 310 GS               | 1-Zylinder-Motor        | 313 cm³  | 25 kW (34 PS)   | Kettenantrieb | 175 kg          | 2023          |
|      | BMW           | F 800 GS               | 2 Zylinder, Reihenmotor | 895 cm³  | 64 kW (87 PS)   | Kettenantrieb | 227 kg          | 2023          |
|      | BMW           | F 900 GS / Adventure   | 2 Zylinder, Reihenmotor | 895 cm³  | 77 kW (105 PS)  | Kettenantrieb | 219 kg / 246 kg | 2023          |
|      | BMW           | R 1250 GS Adventure    | 2 Zylinder, Boxermotor  | 1254 cm³ | 100 kW (136 PS) | Kardanantrieb | 268 kg          | 2018          |
|      | BMW           | R 1300 GS / Adventure  | 2 Zylinder, Boxermotor  | 1300 cm³ | 107 kW (145 PS) | Kardanantrieb | 237 kg / 269 kg | 2023          |
|      | Ducati        | Multistrada 1200       | 2 Zylinder, V-Motor     | 1198 cm³ | 110 kW (150 PS) | Kettenantrieb | 224 kg          | 2010          |
|      | Honda         | XL 750 Transalp        | 2 Zylinder, Reihenmotor | 755 cm³  | 68 kW (92 PS)   | Kettenantrieb | 208 kg          | 2023          |
|      | Honda         | CRF 1100 L Africa Twin | 2 Zylinder, Reihenmotor | 1084 cm³ | 75 kW (102 PS)  | Kettenantrieb | 226 kg          | 2020          |
|      | Honda         | VFR 1200 X Crosstourer | 4 Zylinder, V-Motor     | 1237 cm³ | 95 kW (129 PS)  | Kardanantrieb | 275 kg          | 2012          |
|      | Kawasaki      | Versys 1000            | 4 Zylinder, Reihenmotor | 1043 cm³ | 88 kW (120 PS)  | Kettenantrieb | 239 kg          | 2012          |
|      | KTM           | 1290 Super Adventure R | 2 Zylinder, V-Motor     | 1301 cm³ | 118 kW (160 PS) | Kettenantrieb | 229 kg          | 2014          |
|      | Moto Guzzi    | V85 TT                 | 2 Zylinder, V-Motor     | 853 cm³  | 59 kW (80 PS)   | Kardanantrieb | 229 kg          | 2019          |
|      | Moto Guzzi    | Stelvio                | 2 Zylinder, V-Motor     | 1042 cm³ | 85 kW (116 PS)  | Kardanantrieb | 246 kg          | 2024          |
|      | Moto Morini   | Granpasso 1200         | 2 Zylinder, V-Motor     | 1187 cm³ | 87 kW (118 PS)  | Kettenantrieb | 210 kg          | 2008          |
|      | MV Agusta     | Turismo Veloce 800     | 3 Zylinder, Reihenmotor | 798 cm³  | 81 kW (110 PS)  | Kettenantrieb | 190 kg          | 2015          |
|      | Royal Enfield | Himalayan 450          | 1-Zylinder-Motor        | 452 cm³  | 29 kW (39 PS)   | Kettenantrieb | 198 kg          | 2023          |
|      | Suzuki        | V-Strom 1000 ABS       | 2 Zylinder, V-Motor     | 1037 cm³ | 74 kW (101 PS)  | Kettenantrieb | 228 kg          | 2014          |
|      | Triumph       | Tiger 800              | 3 Zylinder, Reihenmotor | 799 cm³  | 70 kW (95 PS)   | Kettenantrieb | 210 kg          | 2011          |
|      | Triumph       | Tiger 1200             | 3 Zylinder, Reihenmotor | 1215 cm³ | 104 kW (141 PS) | Kardanantrieb | 259 kg          | 2012          |
|      | Yamaha        | Ténéré 700             | 2 Zylinder, Reihenmotor | 689 cm³  | 54 kW (73 PS)   | Kettenantrieb | 204 kg          | 2019          |

## Entwicklung, Modelle

### 1970er- und 1980er-Jahre
Als erste Enduro kann die XT 500 von Yamaha angesehen werden. Bei diesem Modell wurde ab 1975 erstmals ein geländegängiges Serienmotorrad mit einem 500-cm³-Motor ausgestattet. Die Federwege waren länger als bei früheren Scramblern, die Kotflügel höher angebracht und der vordere Reifen mit 21 Zoll höher und schmäler. Andere Hersteller entwickelten Modelle, welche komfortabler und reisetauglicher waren. Mit dem Modell R 80 G/S hat BMW die erste reisetaugliche Enduro auf den Markt gebracht und damit einen neuen Motorrad-Typ entwickelt, der unter anderem auch durch Erfolge bei der populären Rallye Dakar und entsprechende Sondermodelle rasch Verbreitung gefunden hat.

„Vor 25 Jahren galten Geländemotorräder vor allem als Rennsportgeräte. Doch als BMW 1979 die Deutsche Geländemeisterschaft gewann, bekamen die Entwickler grünes Licht, um eine Serienversion der siegreichen Maschine auf die Räder zu stellen. Ergebnis war die R 80 GS – das Kürzel steht für Gelände/Straße – die erste großvolumige Enduro auf dem Motorradmarkt. Die Kombination aus mächtigem Hubraum verteilt auf zwei Zylinder, Kardanwelle und Einarmschwinge bei einer Enduro galt damals als Sensation – BMW hatte damit das Segment der ‚Reiseenduros‘ begründet.“

Beispiel-Bauformen:

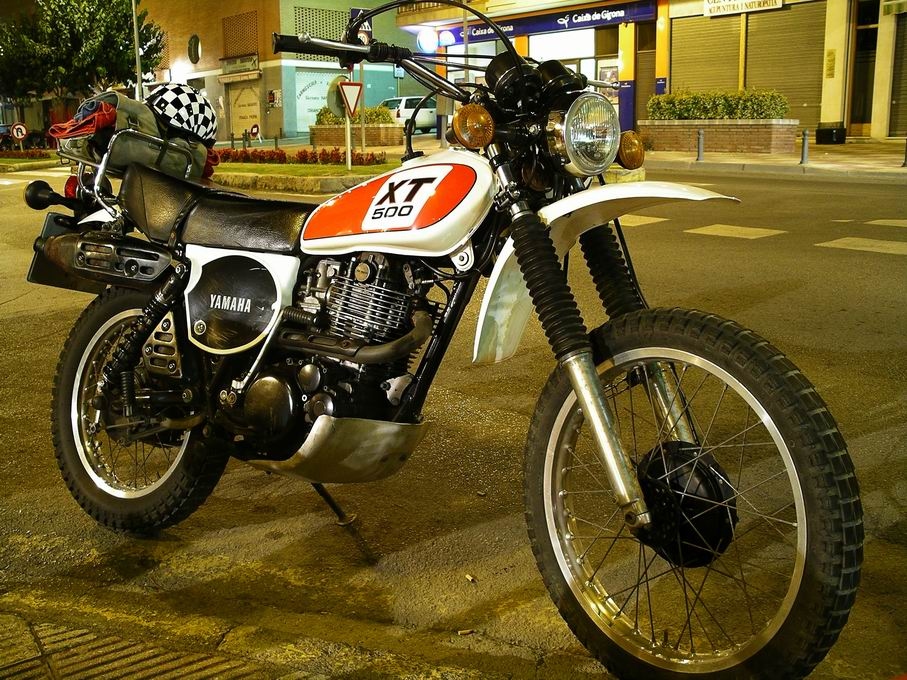
Yamaha XT 500
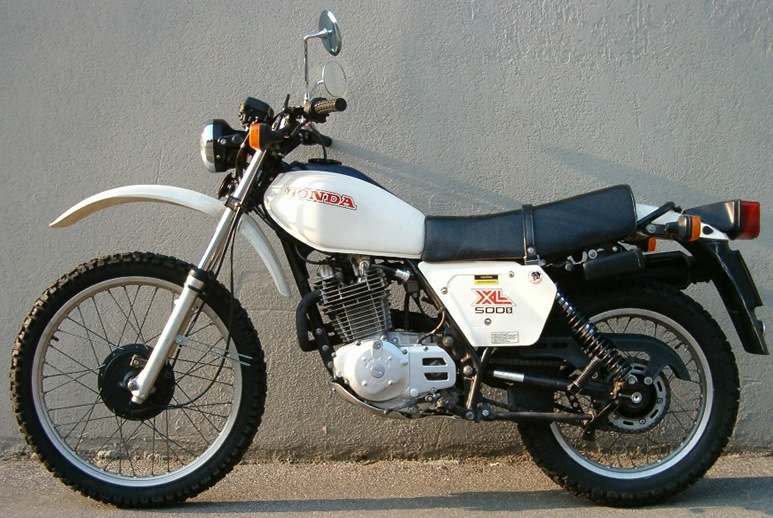
Honda XL 500
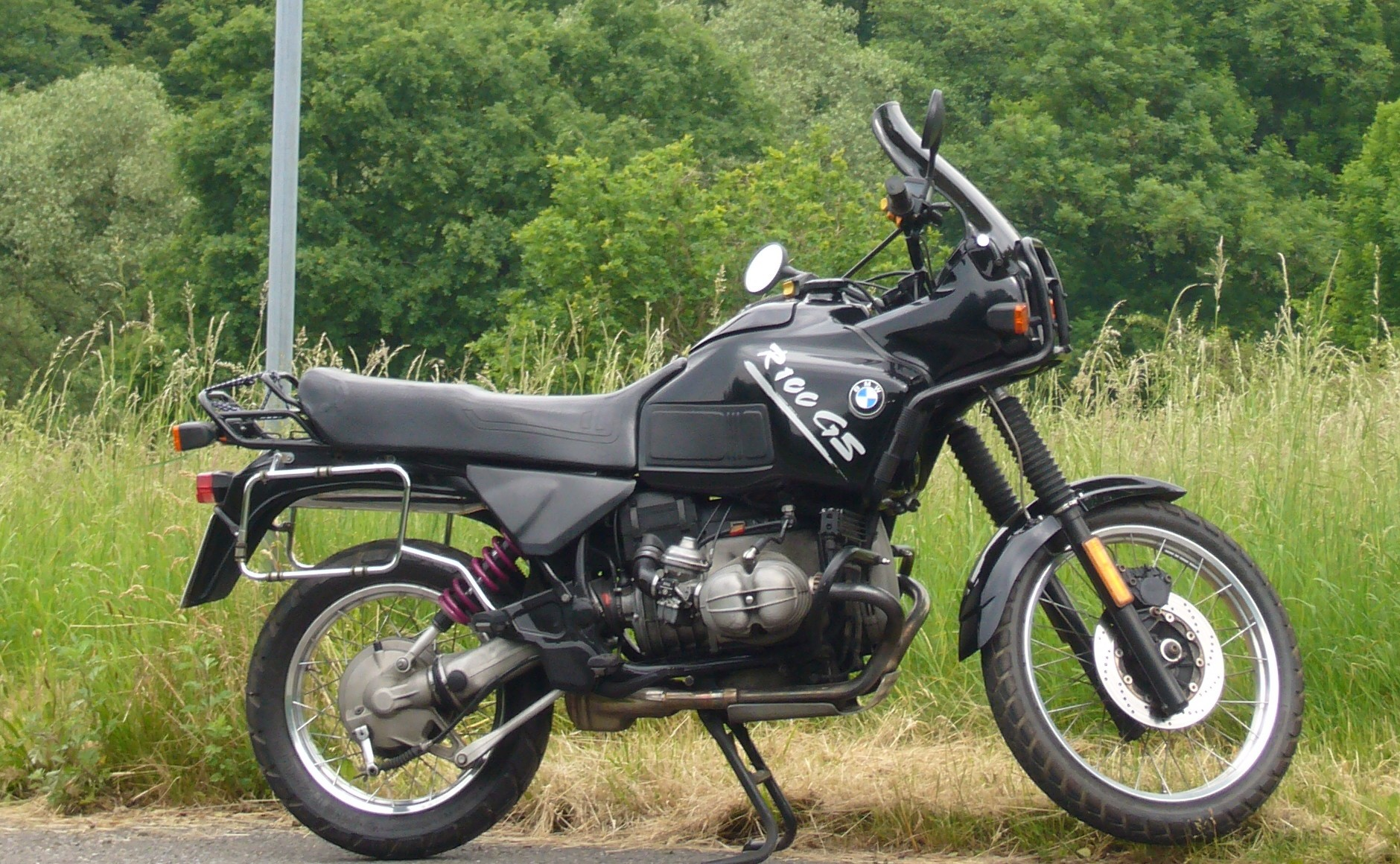
BMW R 100 GS PD
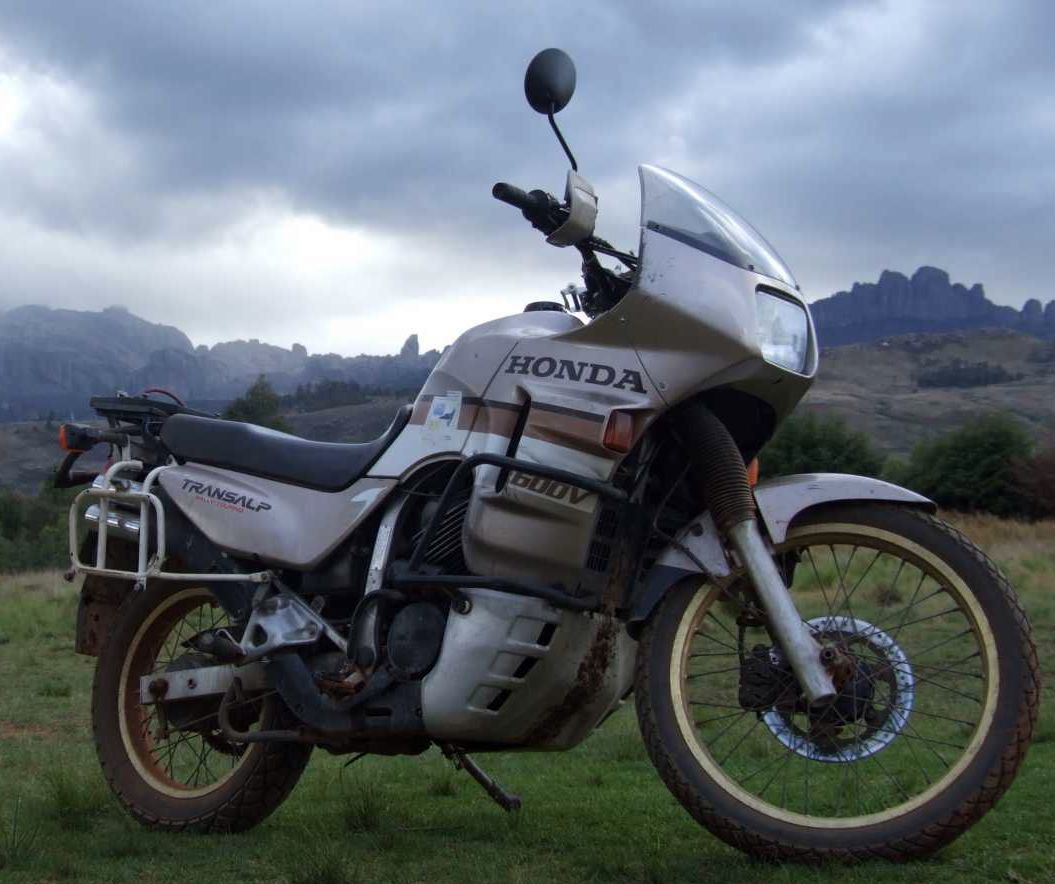
Honda XL 600 V Transalp
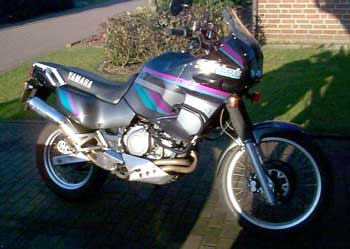
Yamaha XTZ 750 Super Ténéré

Typische Modelle:
- BMW R 80 G/S (1980–1987)
- BMW R 80 GS (1987–1994), R 100 GS (1987–1996), R 65 GS (1987–1992)
- Cagiva Elefant 650 (1985–1987)
- Honda XL 500 (1979–1984)
- Honda XL 600 V Transalp (1987–1999)
- Honda NX 650 Dominator (1988–2000)
- Honda XRV 650 Africa Twin (1988–1989)
- Kawasaki KLR 650 Tengai (1989–2003)
- Moto Guzzi V65 TT (1983–1987)
- Moto Guzzi NTX (1987–1995)
- Suzuki DR Big 750 S (1987–1990)
- Yamaha XT 500 (1976–1989)
- Yamaha XT 600 Z Ténéré (1983–1990)
- Yamaha XTZ 750 Super Ténéré (1989–1997)

### 1990er-Jahre
Seit den 1990er-Jahren ist ein Trend zu mehr Straßentauglichkeit zu Lasten der Geländeeignung zu verzeichnen. Eine Ausnahme bildete das Konzept von Yamaha; Yamaha beteiligte sich von Anfang an an der Rallye Dakar. Es gelang Yamaha, einen Twin in einen voll Offroad-tauglichen Rahmen zu verbauen. Damit wurde die XTZ-Ténéré-Serie auf 750 cm³ erweitert, und Yamaha konnte Siege einfahren. Die späteren Adventure-Modelle von KTM, welche erst mit dem Bestreben durch Hans Kinigadner „Dakar“-tauglich wurden, besitzen vergleichsweise gute Offroad-Eigenschaften.
Beispiel-Bauformen:

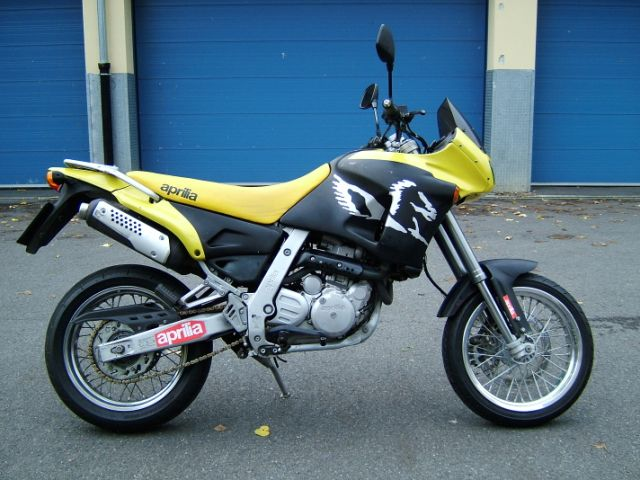
Aprilia Pegaso 650
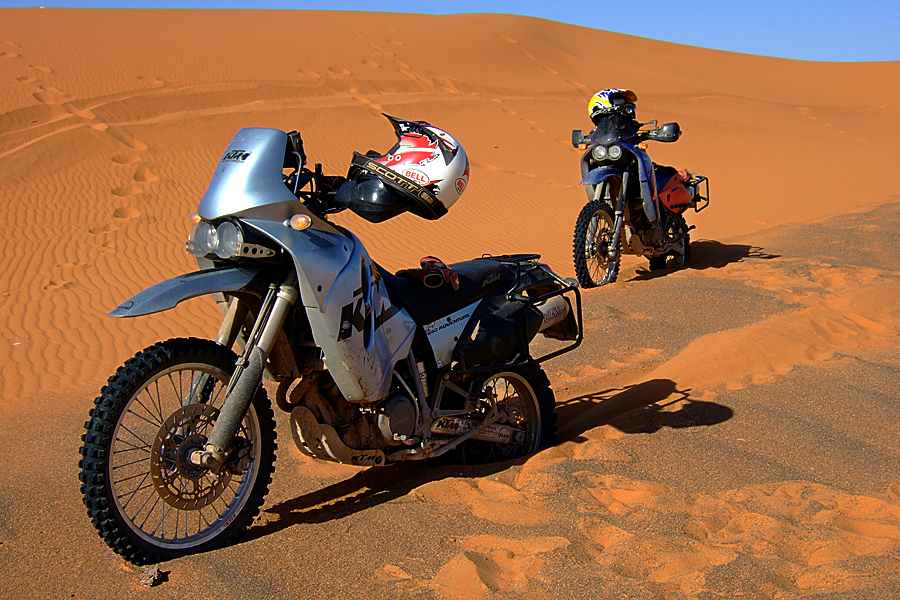
KTM 640 LC4 Adventure
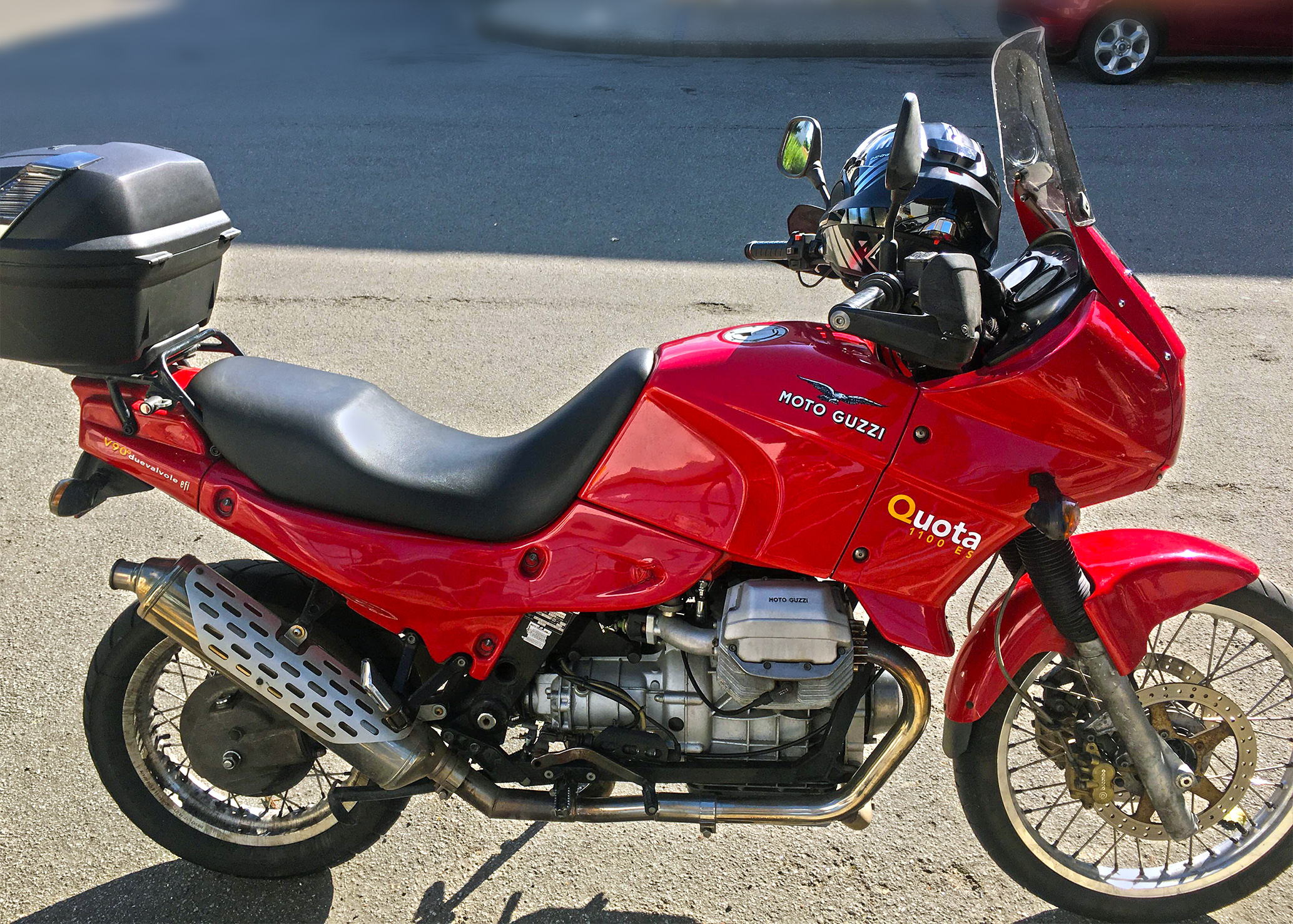
Moto Guzzi Quota 1100 ES
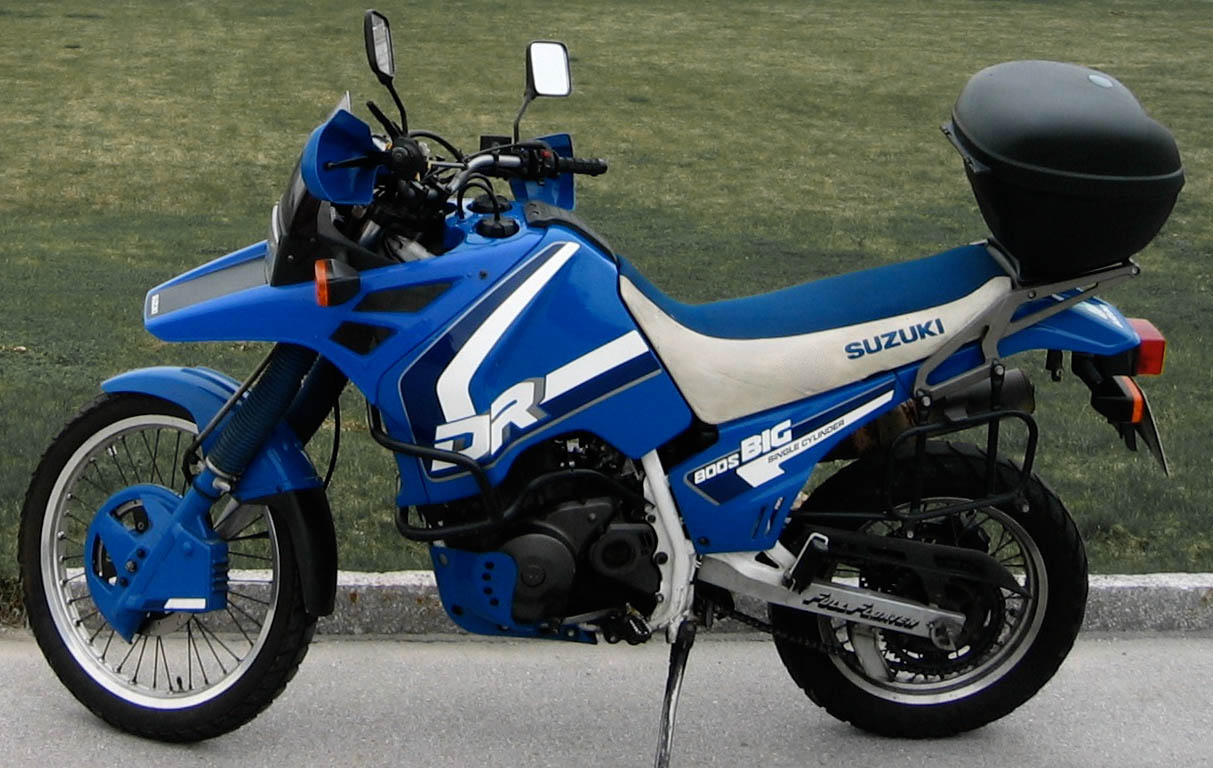
Suzuki DR 800 S
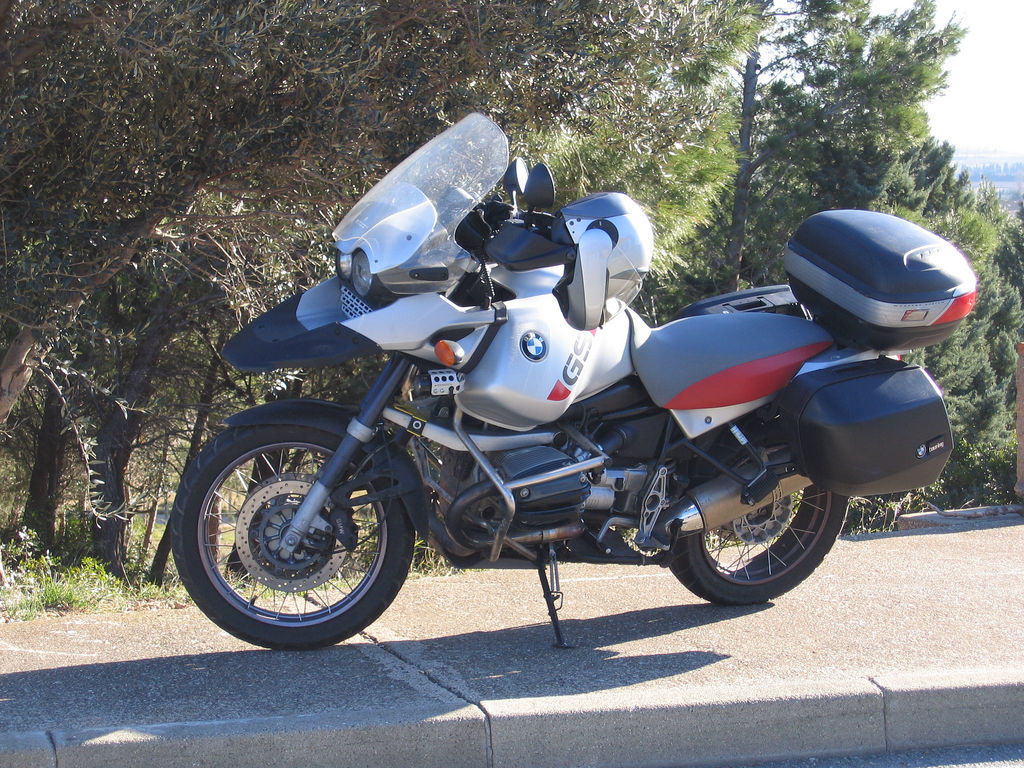
BMW R 1150 GS Adventure

Typische Modelle:
- Aprilia Pegaso 650 (1992–2009)
- BMW F 650 (1993–1999, hergestellt bei Aprilia, weitgehend baugleich mit der Aprilia Pegaso)
- BMW R 1100 GS (1994–1999) → R 1150 GS (1999–2004)
- Cagiva Canyon 600 (1996–1998)
- Cagiva Elefant 750 (1987–1990)
- Cagiva Elefant 900 (1990–1997)
- Cagiva Gran Canyon 900 (1998–2000)
- Honda XRV 750 Africa Twin (1990–2000)
- Honda XL 1000 V Varadero (1999–2012)
- Kawasaki KLE 500 (1991–2007)
- KTM 640 Adventure (1997–2007)
- Moto Guzzi Quota 1000 (1992–1997) →  1100 ES (1998–2001)
- Suzuki DR 800 S (1991–1999)
- Suzuki XF 650 Freewind (1997–2003)
- Triumph Tiger 900 (1993–1998)
- Yamaha XTZ 660 Ténéré (1991–1999)

### 2000er-Jahre
Nach der sehr schweren von 2001 bis 2005 gefertigten R 1150 GS Adventure (285 kg fahrbereit) ist der Hersteller BMW bei den Nachfolgemodellen wieder zu geringeren Gewichten zugunsten der Geländeeigenschaften zurückgekehrt. Große Hersteller stellen nun Reiseenduros in zwei Hubraumklassen her (BMW, Honda, Suzuki, Yamaha).
Beispiel-Bauformen:

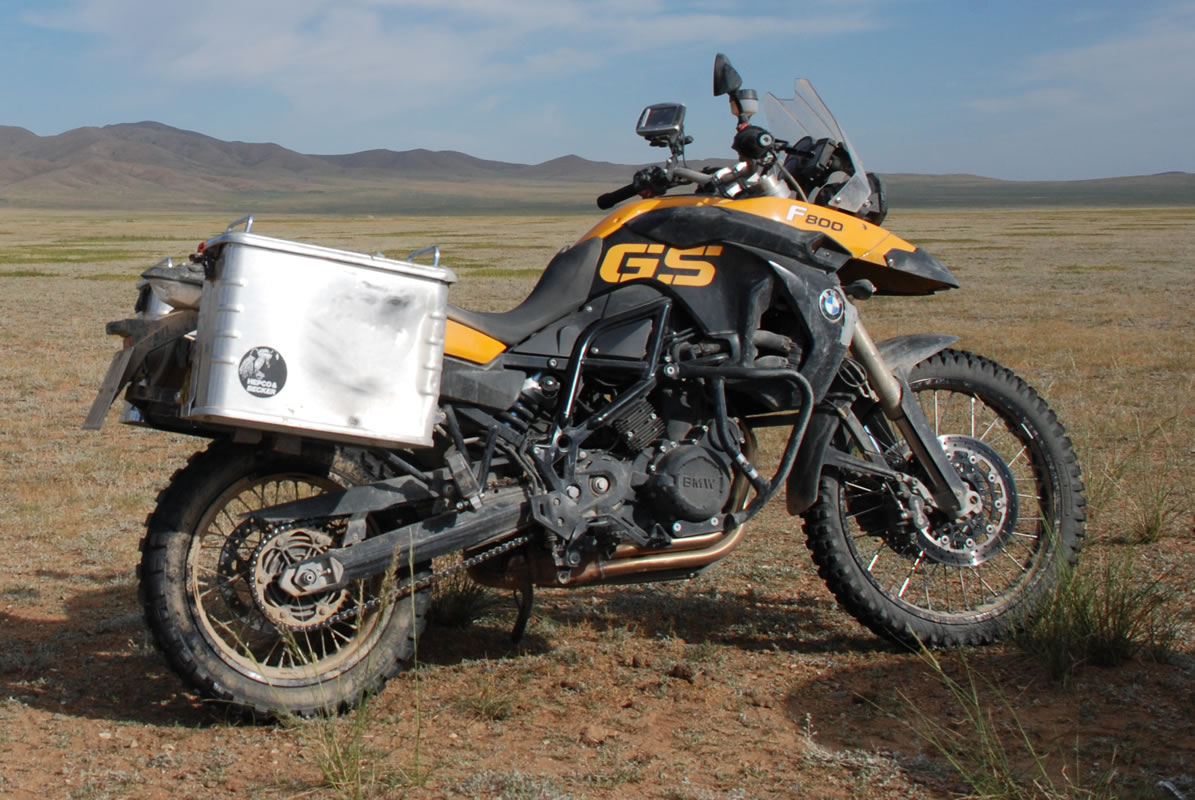
BMW F 800 GS
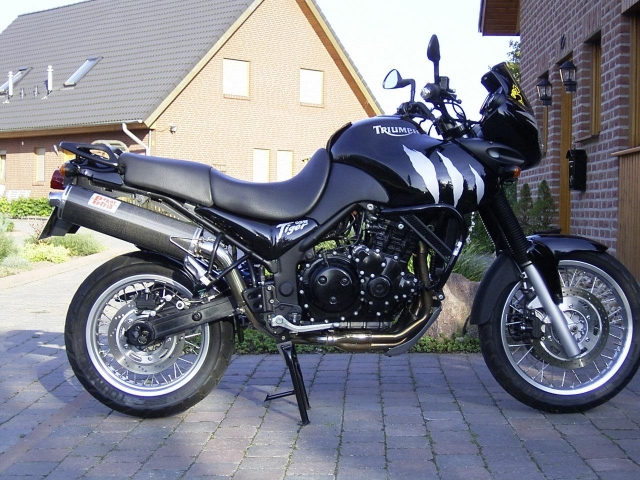
Triumph Tiger 955i
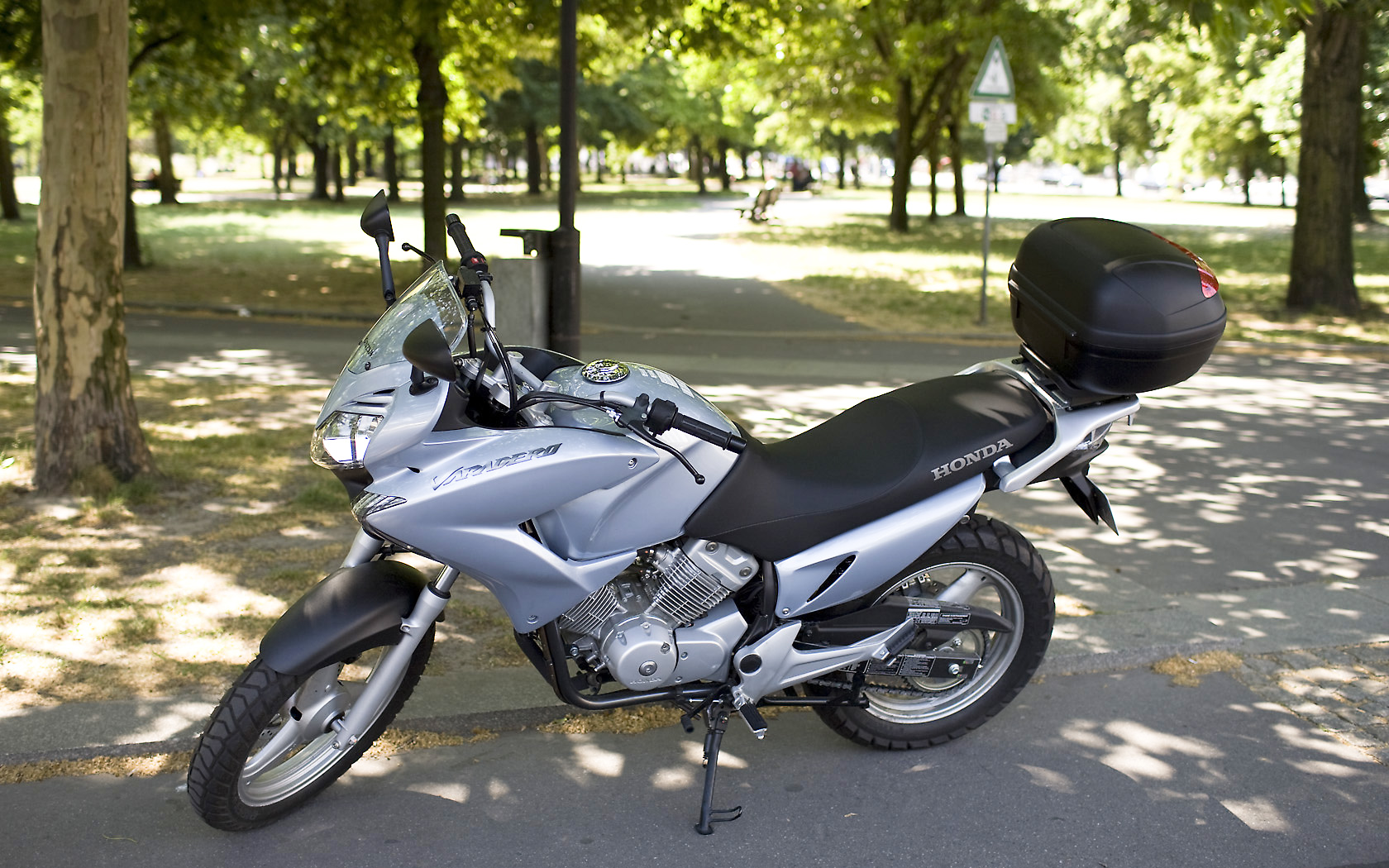
Honda XL 125 V Varadero

Typische Modelle von Leichtkrafträdern mit bis zu 125 cm³ Hubraum:
- Honda XL125V Varadero (2001–2013)

Typische Modelle der Mittelklasse mit 600 bis 800 cm³ Hubraum:
- BMW F 650 GS (R13) (2000–2007) → F 650 GS (K72) (2008–2012)
- BMW F 800 GS (2008–2017) → F 850 GS (seit 2018)
- Honda XL 650 V Transalp (2000–2006) → XL 700 V Transalp (2007–2012)
- Kawasaki KLE 650 Versys (seit 2006)
- Suzuki DL 650 V-Strom (seit 2004)
- Yamaha XT 660 Z Ténéré (seit 2008)

Typische Modelle mit über 900 cm³ Hubraum:
- Aprilia ETV 1000 Caponord (2001–2009)
- Benelli TreK 1130 (seit 2007)
- BMW R 1150 GS Adventure (2001–2005)
- BMW R 1200 GS K25 (2004–2012)
- BMW R 1200 GS Adventure K255 (2006–2013)
- Buell Ulysses XB12X (2005–2009)
- Cagiva Navigator 1000 (2000–2006)
- Kawasaki KLV 1000 (2004–2005)
- KTM 950 Adventure (2003–2005)
- KTM 990 Adventure (2006–2013)
- Honda XL 1000 V Varadero (1999–2012)
- Moto Guzzi Stelvio (2008–2016)
- Moto Morini Granpasso 1200 (2008–2019)
- Suzuki DL 1000 V-Strom (2002–2009)
- Triumph Tiger 955i (2001–2006)
- Triumph Tiger 1050 (seit 2006)

### 2010er-Jahre
Das Steigerung der Nennleistung der BMW-GS-Baureihe mit Boxermotor von 37 kW (50 PS) im Jahr 1980 auf 100 kW (136 PS) im Jahr 2018 um 270 % ist exemplarisch für die generelle Leistungsentwicklung im Segment der Reiseenduros. „Als Kontrapunkt zum schneller, höher, schwerer der Großenduros“ konnte sich laut Guido Kupper die 800er-Klasse in den vergangenen Jahren herausbilden. Nach Jochen Vorfelder machen sich „in der hart umkämpften Klasse der Mittelklasse-Tourer immer mehr domestizierte und straßenorientierte Enduros breit.“

„Das große Abenteuer, wo findet man das heute noch? Da haben fast alle Hersteller das Handtuch geworfen und servieren unter dem Namen «Reise-Enduro» – wenn überhaupt – Motorräder, mit denen man noch nicht mal einen Feldweg befahren möchte.“

„[Reiseenduros weisen] universelle Fähigkeiten mit Schwerpunkt Touring auf. […] Das Segment zerfällt in zwei Hubraumklassen, nämlich die nur von BMW, Suzuki und Triumph anvisierte Mittelklasse mit Motoren von 650 bis 800 Kubikzentimeter und die […] Oberklasse mit zumeist 1200 Kubikzentimeter […].“

Typische Modelle der Mittelklasse mit 400 bis 900 cm³ Hubraum (nach Erscheinung sortiert):
- Benelli TRK 502 (seit September 2016)[8]
- BMW G 650 GS (2009–2015)
- BMW F 700 GS (2012–2017) → F 750 GS (2018–2023)
- BMW F 800 GS Adventure (2013–2018) → F 850 GS Adventure (2018–2023)
- CCM GP450 Adventure (seit 2016)
- Honda VFR 800 X Crossrunner (seit 2010)
- Kawasaki KLE 650 Versys (seit 2006)
- KTM 790 Adventure (2019–2021)[9]
- Mash Adventure 400R (seit 2015)[10]
- Moto Guzzi V85 TT (seit 2019)
- Royal Enfield Himalayan (2016–2022)
- Suzuki DL 650 V-Strom (seit 2004)
- SWM Superdual Adventure (2016–2019)[11]
- Triumph Tiger 800 (2010–2014) → Tiger 800 X (2015–2016) → Tiger 800 XR/XC (seit 2017)
- Yamaha Ténéré 700 (seit 2019)
- Yamaha Tracer 700 GT (seit 2019)

Typische Modelle mit über 900 cm³ Hubraum:
- Aprilia ETV 1200 Caponord (2013–2016)
- BMW R 1200 GS (K50) (2013–2018) → R 1250 GS (2018–2023)[12]
- BMW R 1200 GS Adventure K51 (2014–2018) → R 1250 GS Adventure (seit 2018)
- Ducati Multistrada 1200 (2010–2017) → Multistrada 1260 (seit 2018)
- Ducati Multistrada 1200 Enduro (2016–2018)[13] → Multistrada 1260 Enduro (seit 2019)[14]
- Honda VFR 1200 X Crosstourer (seit 2012)
- Honda CRF 1000 L Africa Twin (2015–2019) → CRF 1100 L Africa Twin (seit 2019)
- Kawasaki Versys 1000 (seit 2012)
- KTM 1190 Adventure (2013–2016)
- KTM 1290 Super Adventure (2014–2018)
- KTM 1050 Adventure (2015–2016)[15]
- Suzuki V-Strom 1000 (2013–2019) → V-Strom 1050
- Triumph Tiger Explorer (2012–2018) → Tiger 1200 (seit 2018)
- Yamaha XT 1200 Z Super Ténéré (seit 2010)

### 2020er-Jahre
- Aprilia Tuareg 660 (seit 2022)
- BMW R 1300 GS (seit 2023)
- CF Moto 800 MT (seit 2022)[16]
- Ducati DesertX (seit 2022)[17]
- Harley-Davidson Pan America  (seit 2020)[18]
- Husqvarna Norden 901[19]
- Moto Guzzi Stelvio II (ab 2024)
- Moto Morini X-Cape[20]
- Royal Enfield Himalayan 450 (seit 2023)
- Triumph Tiger 900 (seit 2020)[21]

Motorräder dieser Bauart werden auch mit den Geländelimousinen (SUV) aus dem Automobilsektor verglichen. Am Beispiel der Honda VFR 1200 X Crosstourer ist zu erkennen, dass dies auch als negativ konnotierter Vergleich benutzt wird:

„Während wir uns beim kleineren Crossrunner noch schwergetan haben mit der Einsortierung und uns der Cross-over-Gedanke nicht ganz nachvollziehbar erschien, tun wir uns beim Crosstourer nun deutlich leichter. Ja, hier steht das »X« für Multifunktion, denn das schmale 19-Zoll-Vorderrad, die respektablen Federwege und die Kreuzspeichenräder sind glaubhafte Indizien für das bisschen an Adventure, was jeder SUV-Kunde gerne sehen möchte.“

„Honda hat ein «SUV» auf täuschende Drahtspeichenräder gestellt, eine Tourenmaschine mit gediegenem Komfort und nur geringfügig verlängerten Federwegen. Rase-Enduro und 1200er-V4-Antrieb scheinen nicht wirklich miteinander vereinbar zu sein.“

## Reiseliteratur
Vor dem Aufkommen von Reiseenduros sind nur vereinzelt Fernreisen mit Motorrädern durchgeführt worden, wie beispielsweise die Weltumrundung von Ted Simon 1973 mit dem damaligen Straßenmotorrad Triumph Tiger 500 oder die Reise von Oss Kröher und Gustav Pfirrmann 1951 von Deutschland nach Indien mit einem damals schon 24 Jahre alten und nur 12 PS starken NSU-Gespann. Die Verbreitung von Reiseenduros seit den 1980er-Jahren machte diese Art des Reisens immer populärer. Anfang der 1980er-Jahre starteten Claudia Metz und Klaus Schubert mit zwei Yamaha XT500 zu einer 16 Jahre dauernden Extrem-Abenteuer-Weltreise. Die Motorradreise der Schauspieler Ewan McGregor und Charley Boorman von London über Russland nach New York City auf BMW R 1150 GS Adventure-Motorrädern wurde unter dem Titel Long Way Round als zehnteilige Dokumentarserie und als Buch veröffentlicht.

## Rezension
„[das] Reiseenduro-Programm [besteht] aus souveränem Schub ab 2000/min, zeitgemäßer Kraftstoffökonomie, Kardan, Onroad-Prestige und Offroad-Potential ohne Übergewicht sowie einem lückenlosen Angebot an Ausstattung, Sonderausstattung und Originalzubehör.“

„Wer ein universell einsetzbares Motorrad sucht, kommt an den Reiseenduros kaum vorbei. Hoher Langstreckenkomfort mit gutem Windschutz und einer angenehmen Sitzposition prädestinieren die hochbeinigen Bikes für die Fahrt in den Urlaub zu zweit. Und wer auch über geschotterte Wege fahren möchte, wird um die im Vergleich zu reinrassigen Tourenmotorrädern längeren Federwege und die höhere Bodenfreiheit dankbar sein. Gröberen ‚Erdarbeiten‘ setzt hingegen das hohe Gewicht der Maschinen enge Grenzen.“

„Mit weniger als einem Liter Hubraum lässt sich im Reiseenduro-Segment offensichtlich kein Staat mehr machen. […] Nicht der Spitzenleistung wegen, die wird hier – und meist wohl auch woanders in der Welt – selten gebraucht. Doch großer Hubraum verheißt vor allem viel Drehmoment, kräftigen Durchzug und entschiedenen Antritt – für Reiseenduros ganz klar zentrale Eigenschaften.“

„Mächtiger Windschild, ausgefeilte Gepäcksysteme – klare Sache, wohin die Reise mit den Großraumenduros gehen soll: Weit in die Ferne. Und das möglichst kommod. Wer heute GS und Co fährt, will den Komfort eines Tourenmotorrads genießen. Das heißt, neben einem ermüdungsfreien Sitzarragement (natürlich auch für den Sozius) soll es mit dem Service beim Langstrecken-Run stimmen. Kettenantriebe haben es schwer, besser ist der sauber gekapselte Kardan. Auch ein Hauptständer sollte in der Ausstattungsliste nicht fehlen – erleichtert er doch Arbeiten wie Ölkontrolle und sicheres Beladen.“

„Beschleunigung auf Superbike-Niveau dank dreistelliger Leistungswerte, moderne Fahrwerke und sportliches Setup, da kommt Freude auf. Und zwar nicht nur im Gelände – aber eben auch dort. Die Zeiten, in denen man sich zwischen einem leichten, robusten aber auf der Straße quasi unfahrbaren Gelände-Hüpfer und einer kräftigen, komfortablen aber nun mal nicht geländetauglichen Maschine entscheiden musste, sind gottlob vorbei.“

### Motorräder
- Torsten Kämpfer: BMW GS – Die Geschichte einer Motorrad-Legende. GeraMond Verlag, München 2011, ISBN 978-3-86245-606-2, S. 168.
- Andreas Schlüter: Yamaha – Die XT-Einzylinder, Motorräder die Geschichte machten. Motorbuch Verlag, Stuttgart 1994, ISBN 3-613-01498-X, S. 120.
- Hans J. Schneider u. a.: Faszination BMW GS: Reisen rund um die Welt, technisches Konzept, Gelände- und Rallyesport. Verlag Schneider Textsystem, Weilerswist 1992, ISBN 3-927710-04-0, S. 136.
- Wolfgang Zeyen, Jan Leek: BMW GS – Die Geländesport-Legend. Motorbuch Verlag, 2002, ISBN 3-86245-606-4, S. 168.
- Jan Leek: BMW GS – Geländemotorräder seit 1980. Eine Dokumentation. Schrader Verlag, Stuttgart 2002, ISBN 3-613-87234-X, S. 96.